# Byly jsme tam taky
Byly jsme tam taky (poprvé vydáno roku 1980) je knižní svědectví surovosti komunistického režimu v 50. letech 20. století disidentky Dagmar Šimkové.

## Děj
Autobiografické vyprávění Dagmar Šimkové mapuje jejím čtrnáctiletý pobyt za mřížemi (1952–1966). Za mříže se dostala kvůli vytváření posměšných plakátů, kde projevovala svůj názor na komunistický režim, a poskytnutí úkrytu dvěma kamarádům, kteří plánovali emigraci na západ. Zatkli ji roku 1952 v jejích třiadvaceti letech. Odsouzena byla na patnáct let. Ve vězení byla spolu se svou matkou, kterou odsoudili na jedenáct let. Situace ve vězení nebyla vůbec dobrá ani lehká, nejen kvůli psychickému, ale i fyzickému násilí. Připsali jí další tři roky poté, co se pokusila o útěk. Ten byl úspěšný, ale kvůli vymknutému kotníku ji rychle chytili.
V roce 1966 ji propustili. Byla však ve velmi špatném psychickém stavu a s váhou 45 kg. Po roce 1968, kdy do Čech vstoupila sovětská vojska, odjela s matkou do Austrálie. Po nějaké době se na chvíli vrátila zpět do ČR. Zemřela roku 1995 poté, co se vrátila do Austrálie.